# Protestantisme sur l'Île de Ré
 (avril 2011).
La première vague de protestantisme dans la région aunisienne date du milieu du XVIe siècle, avec Jean Calvin. Quelques années plus tard, des rhétais sont déjà protestants ; par ailleurs, en 1560, un pasteur, Germain Chauveton fait un passage sur l'île. 
Au niveau de la confession des habitants, c'est dans les marais salants que le protestantisme gagne du terrain, alors que dans les vignes, tout le monde est catholique[réf. nécessaire]. Des édifices religieux catholiques sont endommagés par des protestants lors de la guerre de religion, et l'île se recouvre de temples. 
Par la suite, le protestantisme recule à cause de la pression imposée par l'Église[réf. nécessaire]. Désormais, en ce milieu du XVIIe siècle, le seul lieu de culte protestant est situé à Saint-Martin-de-Ré. Avec l'édit de Nantes révoqué en 1685, quasiment plus aucun protestant demeure sur l'Île[réf. nécessaire]. Le temple protestant de Saint-Martin-de-Ré est le dernier de l'île.